# Guido Gasperini
Guido Gasperini (Florència, 4 de juny de 1865 - Nàpols, 1942) fou un musicòleg deixeble de Sbolcien al violoncel i de Tacchiardini en composició. Es va dedicar a la crítica i a la història de la música i des de 1902 va ser bibliotecari del Conservatori de Parma. La seva obra més important és la titulada Dell'arte d'interpretare la scrittura della musica vocale del Cinquecento (Florència, 1902). Posteriorment publicà; Storia della Semiografia musicale (Milà, 1905).